# سرطان كماني وحلي
سرطان كماني وحلي (الاسم العلمي: Uca limicola) هو نوع من الحيوانات يتبع جنس السرطان الكماني من فصيلة السرطانات الشبحية.